# Херсон (аэропорт)
Международный аэропорт «Херсон» (укр. Міжнародний аеропорт «Херсон») — аэропорт в посёлке Чернобаевка близ Херсона.

## История
Первый рейс самолёта Ан-24 из Киева был совершён в 1961 году. В 2006 году получил статус международного. Однако на протяжении нескольких лет новый запуск откладывался из-за имущественных споров.
Запуск аэропорта, после длительного простоя, состоялся 10 апреля 2013 года. Начиная с 27 июля 2013 года Авиакомпания «Мотор-Сич» начала регулярные полеты по маршруту Херсон — Москва — Херсон на самолёте Ан-140 вместимостью 52 места.
В 2013 году из аэропорта было отправлено 1.2 тыс. пассажиров.
Кроме Москвы планировались также регулярные рейсы в Стамбул и Киев
С 15 октября 2014 года осуществлялись рейсы в Стамбул 4 раза в неделю авиакомпанией Turkish Airlines. С 29 марта 2015 года рейсы выполнялись ежедневно.
С 10 июля 2015 года был открыт внутренний рейс в Киев авиакомпанией Мотор Сич. Рейсы осуществлялись 3 раза в неделю.
До конца летней навигации 2021 года рейсы в Киев выполняла авиакомпания МАУ и Windrose. С 20 сентября 2021 года аэропорт находился на реконструкции ВПП.

### Боевые действия
26 февраля 2022 года аэропорт был захвачен подразделениями Вооружённых сил Российской Федерации в ходе вторжения на Украину. Использовался как база для сил вторжения и регулярно обстреливался украинскими войсками. На нём было уничтожено множество российских вертолётов и бронетехники. В ходе боёв был разрушен и аэропорт. 11 ноября 2022 года Чернобаевка была освобождена ВСУ.